# Nikolaus Hofreiter
Nikolaus Hofreiter (* 8. Mai 1904 in Linz-Urfahr; † 23. Januar 1990 in Wien) war ein österreichischer Mathematiker, der sich vor allem mit Zahlentheorie beschäftigte.

## Leben
Nikolaus Hofreiter, dessen Mutter eine Lederfabrik mit in die Familie brachte, besuchte das Realgymnasium in Linz und studierte ab 1923 in Wien bei Hans Hahn, Wilhelm Wirtinger, Emil Müller (an der TU Wien über Darstellende Geometrie) und Philipp Furtwängler, bei dem er 1927 promoviert wurde mit einer Arbeit aus der Reduktionstheorie der quadratischen Formen (Eine neue Reduktionstheorie für definite quadratische Formen). 1928 legte er die Lehramtsprüfung ab und absolvierte auch das Probejahr als Lehrer in Wien, ging dann aber wieder an die Universität (zuerst vorher als wissenschaftliche Hilfskraft an die TU Wien), wo er 1929 Assistent bei Furtwängler wurde und sich 1933 habilitierte. Er galt schon damals als hervorragender Lehrer und hielt nicht nur in Wien, sondern auch in Graz Vorlesungen.
In seiner Dissertation und Habilitationsschrift behandelt er die Reduktionstheorie der quadratischen Formen, die nach Gauß insbesondere durch Charles Hermite und Hermann Minkowski behandelt wurde. Hofreiter behandelte den Fall von vier Variablen eines Problems von Minkowski (das dieser für zwei und Robert Remak für drei Variablen gelöst hatte) über das Produkt inhomogener Linearformen und erzielte wichtige Fortschritte, die vollständige Lösung gelang erst 15 Jahre später (und der allgemeine Fall ist bis heute ungelöst). In der Zahlentheorie bewies er außerdem 1934 die Existenz unendlich vieler reell-quadratischer Zahlkörper ohne euklidischen Algorithmus. Außerdem beschäftigte er sich mit Geometrie der Zahlen und diophantischen Approximationen.
1939 wurde er außerordentlicher Professor und heiratete die Mathematikerin Margarete Dostalik (1912–2013), die auch eine Schülerin von Furtwängler war, bei diesem die Lehramtsprüfung ablegte und mit einer bedeutenden Arbeit über algebraische Gleichungen promovierte. Sie war damals als Meteorologin in Berlin tätig. Während des Zweiten Weltkriegs musste er 1939 in Wien einrücken und wurde etwas später an die Luftfahrtforschungsanstalt Hermann Göring in Braunschweig versetzt, wo sich bereits sein Kollege Wolfgang Gröbner aus Wien, Bernhard Baule aus Graz, Ernst Peschl und Josef Laub befanden. Es gelang ihm auch, seine Frau Margarete dorthin zu holen. Durch die praktische Arbeit in der Luftfahrtforschung angeregt war hier die Idee entstanden, zusammen mit Gröbner eine Integraltafel herauszugeben. Der erste Teil unbestimmte Integrale erschien noch 1944 als Notdruck in Braunschweig und 1949 bei Springer; 1950 folgte der schwierigere zweite Teil bestimmte Integrale. Die Tafeln fanden weite Verbreitung bis zur 5. Auflage 1973/75. Seine Frau Margarete hat beide Teile der Integraltafel durch Kontrollrechnungen überprüft, während Laub auch bei der Aufstellung und Überprüfung der Formeln mitgewirkt und die endgültige Reinschrift verfasst hat.
Am 1. April 1940 beantragte er die Aufnahme in die NSDAP und wurde am 1. Juli aufgenommen (Mitgliedsnummer 8.115.751). Hofreiter und Gröbner konnten an der Luftfahrtforschungsanstalt neben ihrer Arbeit auch Vorlesungen und Seminare abhalten, später auch an der TU Braunschweig. Nach dem Krieg kehrte er 1946 nach Wien zurück und konnte sofort seine Vorlesungstätigkeit wieder aufnehmen und seine zahlentheoretischen Arbeiten fortsetzen, zunehmend wandte er sich aber der Linearen Optimierung und der Numerischen Mathematik zu. 1954 wurde er ordentlicher Professor, 1963/64 Dekan der Fakultät und 1965/66 war er Rektor der Universität Wien. 1974 wurde er emeritiert, hielt aber weiterhin Vorlesungen, vor allem über Darstellende Geometrie und Einführungen in das Programmieren.
1970 wurde er korrespondierendes Mitglied der österreichischen Akademie der Wissenschaften. Er erhielt das Ehrenkreuz für Wissenschaft und Kunst I. Klasse, die Ehrenmedaille der Bundeshauptstadt Wien in Gold, das Große Silberne Ehrenzeichen für Verdienste um die Republik Österreich, das Komturkreuz des Gregoriusordens und den Ehrenring der österreichischen mathematischen Gesellschaft. Außerdem war er Ehrensenator der Universität Linz. Er wurde am Ober Sankt Veiter Friedhof bestattet.
Zu seinen Doktoranden zählen Erich Bukovics, Edmund Hlawka, Peter Gruber, Leopold Schmetterer und Fritz Schweiger.